# Real Sociedad de Fútbol
La Real Sociedad de Fútbol, S. A. D., más conocida como la Real Sociedad o simplemente la Real, es un club de fútbol español con sede en San Sebastián (Guipúzcoa). Se fundó el 7 de septiembre de 1909, si bien sus orígenes datan del año 1904 con la antigua sociedad donostiarra Recreation Club, de la cual varios integrantes pasaron a conformar en 1907 el San Sebastián Foot-Ball Club, que dio después con la fundación del club bajo su denominación de Sociedad de Foot-Ball de San Sebastián.
Identificado por sus colores blanquiazules, de los que recibe el apelativo de txuri-urdin, es uno de los nueve clubes que se han proclamado campeones del Campeonato Nacional de Liga de Primera División, con dos títulos consecutivos en las temporadas 1980-81 y 1981-82, además de otros tres subcampeonatos. En ella fue el equipo que más jornadas estuvo invicto, con 38, en la temporada 1979-80, hasta que en 2018 se superó esta marca. Ocupa el octavo puesto de la clasificación histórica. En la segunda competición nacional del país, el Campeonato de Copa, ha logrado tres títulos, el primero como Club Ciclista de San Sebastián en 1909, el segundo en 1987 y el tercero en 2020, y fue finalista en cinco ediciones más. El primero de dichos títulos coperos le permitió ser uno de los equipos que conformaron la primera edición en 1929 de la vigente máxima categoría de la Liga Nacional de Fútbol Profesional, la Primera División, la cual disputa ininterrumpidamente desde 2010 con un total de 75 participaciones. Completa su palmarés con una Supercopa en 1982, su primera edición, y, a nivel continental, ha disputado nueve ediciones de la Liga Europa de la UEFA (anteriormente Copa de la UEFA), una de la Recopa de Europa y cuatro de la Liga de Campeones, máxima competición a nivel de clubes en el Viejo Continente.
Disputa sus encuentros como local en el estadio de Anoeta, con capacidad para 40 000 espectadores. Cuenta con más de 37 000 abonados y es, según encuestas del Centro de Investigaciones Sociológicas (CIS), el séptimo club con mayor número de simpatizantes en España. La FIFA lo señala como uno de los «clubes clásicos» del país.
El club mantiene una rivalidad histórica con el Athletic Club, con quien disputa el «derbi vasco», uno de los enfrentamientos con más tradición de España. Es, además, el sexto equipo que más internacionales ha aportado a la selección española de fútbol.

## Historia
|  | Para un completo desarrollo véase Historia de la Real Sociedad de Fútbol |

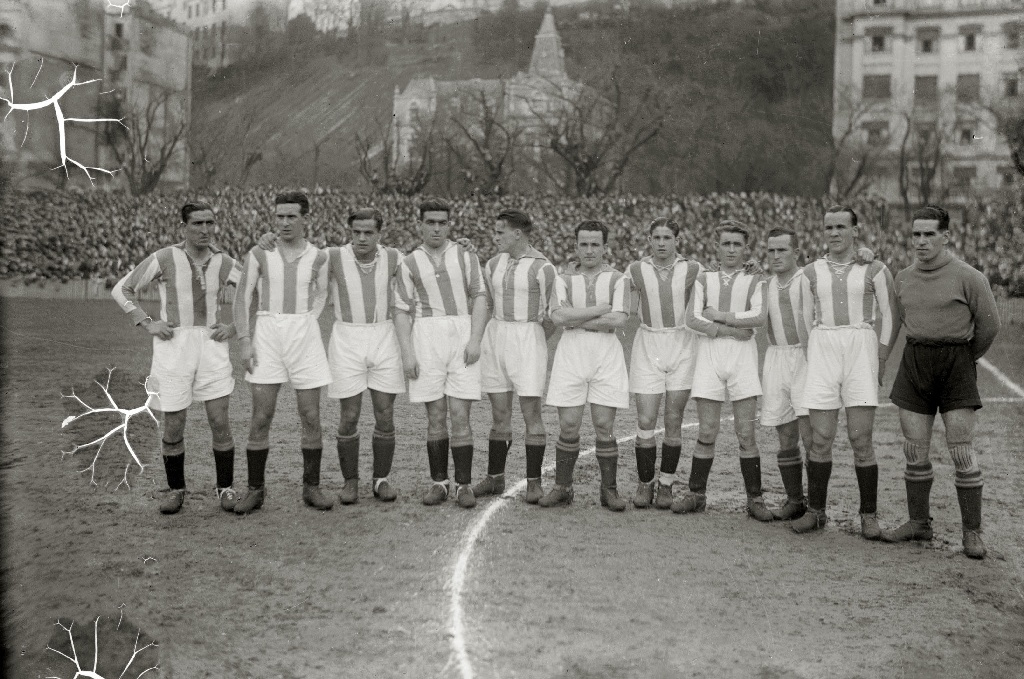
Instantánea del club en el campo de Atocha de San Sebastián, 1932.

Los orígenes y la fundación de la Real Sociedad de Fútbol datan a principios del siglo xx, en torno al año 1903, si bien no fue hasta el 7 de septiembre de 1909 cuando fue oficialmente legalizada como Sociedad de Foot-Ball (de San Sebastián). Previamente nacieron como una agrupación denominada San Sebastián Recreation Club bajo amparo del Real Club de Tenis de San Sebastián, y se convirtió en el primer club de foot-ball establecido en la ciudad, nombre con el que disputó el Campeonato de España de 1905. Sin embargo, unas disensiones internas a finales de 1907 provocó que los futbolistas decidieran crear una nueva entidad, el San Sebastián Foot-Ball Club.
Al igual que otros clubes ya establecidos, sufrió la correspondiente demora administrativa en la constitución legal, Y es por ello que el club donostiarra no obtuvo la aprobación para competir en el Campeonato de 1909 al no cumplir un año de longevidad como entidad oficializada, y hubo de buscar el paraguas de otro club. El Club Ciclista de San Sebastián, con quien mantenía buenas relaciones, aprobó su fusión resultando el Ciclista Foot-Ball Club, denominación bajo la que se proclamaron en el certamen como campeones de España al vencer por 3-1 al Español Foot-Ball Club de Madrid en el estadio de O'Donnell. Más de cinco meses después llegó su aprobación por el Gobierno Civil y fue declarado oficialmente establecido el 7 de septiembre como Sociedad de Foot-Ball. Para el Campeonato de 1910 tuvo el mismo problema burocrático, ya que si bien se encontraba ya legalizado, no contaba con un año de antigüedad oficial por lo que nuevamente se amparó en otro club para participar con su licencia, ofrecida por el Vasconia Sporting Club. Fueron subcampeones tras el vecino Athletic Club bilbaíno.

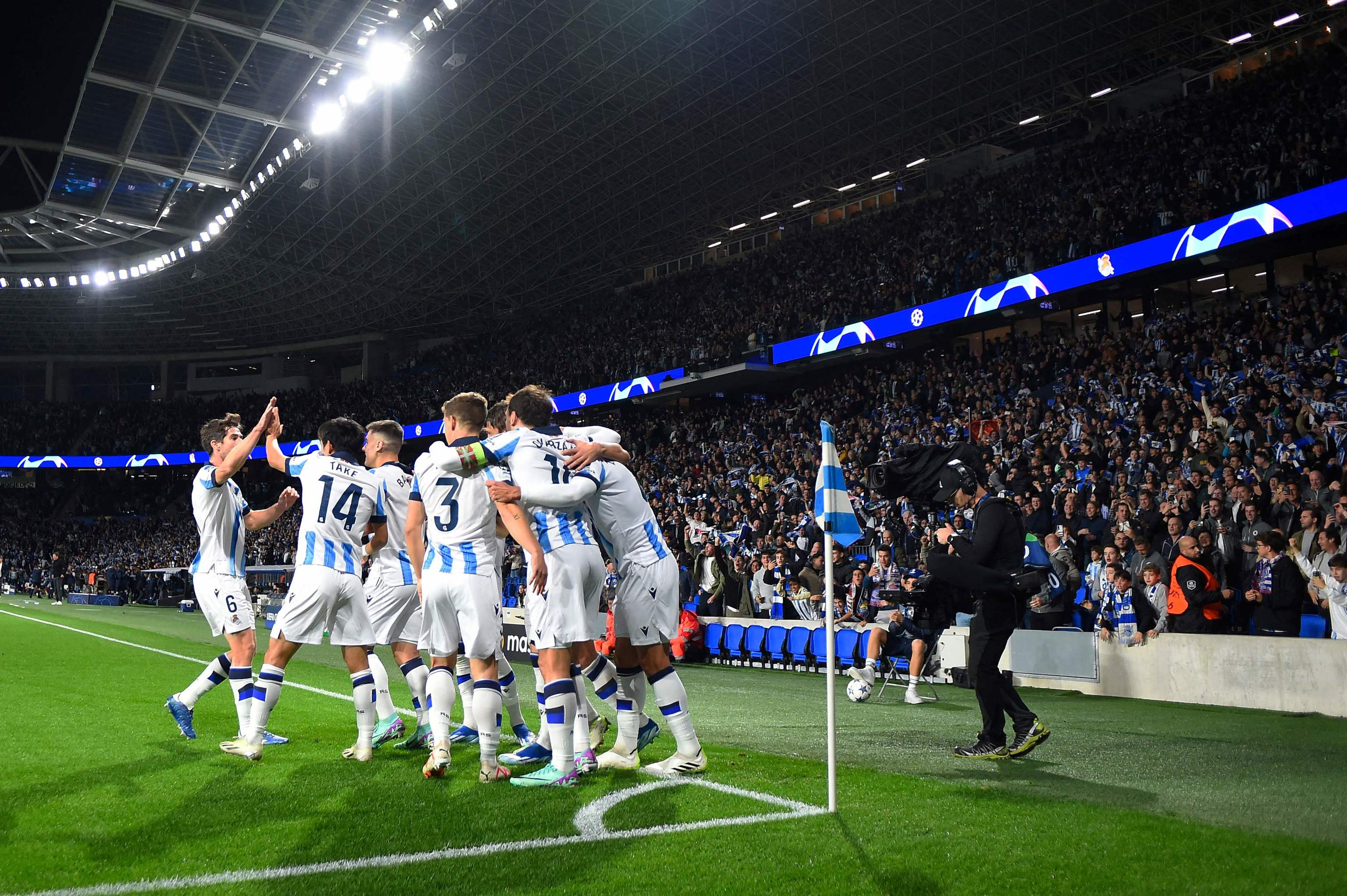
La Real Sociedad ganando al Benfica en la Champions League el 8 de noviembre de 2023

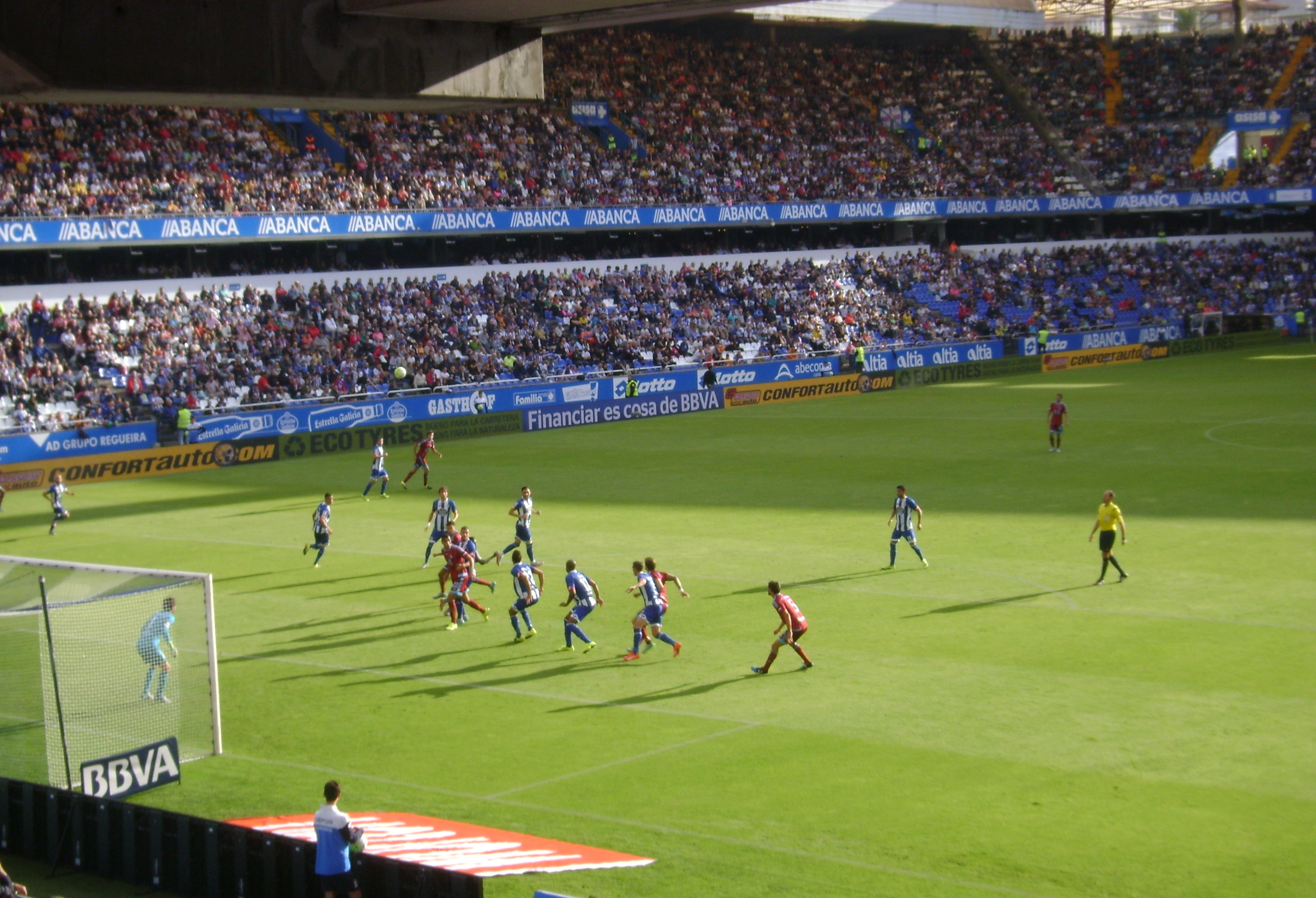
Partido disputado en la temporada 15/16 entre el Deportivo de La Coruña y la Real Sociedad.

Los éxitos a nivel nacional y la estrecha relación del rey Alfonso XIII con la localidad guipuzcoana, abocaron el 11 de febrero de 1910 en la concesión al club por parte del monarca del título de "Real" que en lo sucesivo pudo anteponer a su denominación, pasando así a Real Sociedad de Foot-Ball.
Décadas después y debido a su victoria en el Campeonato de España, reconocida a la Real Sociedad por la Federación Española, tuvo el honor de ser uno de los diez clubes fundadores del Campeonato Nacional de Liga de Primera División, que se disputó por primera vez en 1929. Entre esa primera temporada y la 1967-68, el club disputó 23 de 36 ediciones posibles. Desde entonces participó en ella ininterrumpidamente hasta la edición 2006-07, 39 años consecutivos, teniendo en los años 1980 la época dorada del club al proclamarse campeón en 1980-81 y 1981-82. Tras un trienio en la segunda categoría, el club retornó a la máxima competición del fútbol nacional, donde milita desde entonces. En ella ocupa el octavo puesto en su clasificación histórica, siendo uno de sus equipos más representativos y uno de los nueve equipos que han resultado vencedores de la misma entre sus 63 participantes.

## Símbolos

### Historia y evolución del escudo
|                                                           |
| Emblema del predecesor Ciclista Foot-ball Club (1908-09). |

|                                                            |
| Primer escudo con la bandera abrazando un balón (1909-10). |

### Himno
A lo largo de su historia, la Real Sociedad ha contado con diferentes himnos y canciones representativas. La primera canción de la que se tiene constancia que fue dedicada a la Real y que puede por tanto considerarse su primer himno fue una marcha dedicada al club guipuzcoano, compuesta por Carmelo Betoré el 27 de abril de 1923. En la década de 1950, el maestro Antonino Ibarrondo compuso una marcha vasca interpretada por txistularis, llamada A la Real Sociedad de San Sebastián con letra de F. Ugarte. Esta pegadiza marcha fue considerada el himno de la Real Sociedad hasta 1970. Fue entonces cuando el entonces presidente de la Real Sociedad, José Luis Orbegozo, encargó al compositor donostiarra Ricardo Sabadie que compusiera un nuevo himno para el club. Así nació el Txuri-urdin, el himno del club desde entonces. A los pocos años de nacer este himno, la Real Sociedad vivió los mejores años de su historia, lo que en parte contribuyó a que calara como no habían calado los anteriores y a que perdurara hasta la actualidad. Hoy, más de 40 años después de su creación, es el himno oficial del club, aunque en 2018 hubo se realizó una pequeña modificación, sustituyendo el “Aurrera mutilak” ("Vamos chicos") por un “Aurrera Reala" ("Vamos Real") con el fin de hacer un himno más inclusivo. 
El nombre del himno Txuri-urdin quiere decir en euskera blanquiazul y se corresponde tanto a los colores del equipo como al apodo del mismo y de sus seguidores. Está escrito íntegramente en euskera y con una sencilla letra alude básicamente al carácter del club como equipo representativo de San Sebastián y de Guipúzcoa. El Txuri-urdin ha conocido numerosas versiones a lo largo de su historia. El propio Sabadie interpretó la versión original del tema; luego surgió una versión coral interpretada por el coro mixto del Grupo Eskola. La versión más popular, la considerada ya como clásica, es, sin embargo, la que interpretó el cantante guipuzcoano Joaquín Laría. En la década de 1990 también fue muy conocida la versión interpretada por el Orfeón Donostiarra que durante algunos años sonó antes de los partidos de la Real Sociedad en Anoeta.
En 1980, pocos años después de que Sabadíe creara el Txuri-urdin, Imanol Urbieta, que amenizaba el ambiente de Atocha con la banda de Txistularis Txikis, dio melodía a unos versos de Xabier Amuriza creando otro himno para el club, el conocido como Bat, bi, hiru, lau (Uno, dos, tres, cuatro) que aunque se convirtió en muy popular, no llegó a desbancar al Txuri-urdin que ya para entonces se encontraba consolidado como himno oficial del club.
Con motivo del centenario de su fundación, la Real Sociedad encargó en 2009 un himno del centenario, que fue compuesto por Mikel Erentxun con letra del bertsolari Andoni Egaña. Se trata del Ehun urtez (por cien años).
Además de estas canciones suele ser habitual que los aficionados del club canten la Marcha de San Sebastián durante los últimos minutos del partido en caso de que el equipo esté consiguiendo claramente una victoria importante.
- Himno oficial
- Letra del himno
- himno oficial del centenario
- letra del himno del centenario (enlace roto disponible en Internet Archive; véase el historial, la primera versión y la última).

## Indumentaria
- Uniforme titular:

Desde su fundación, la Real Sociedad siempre ha vestido el mismo uniforme: camisa con franjas alternativas azules y blancas (de ahí que le llamen equipo "blanquiazul"; en euskera "txuri-urdin"); el pantalón y las medias han ido variando según el año entre blanco, azul o negro, o combinando a rayas en el caso de las medias. En el año 1967 fue la primera vez que adoptó el uniforme vigente en 2019 con pantalón blanco y medias a rayas blancas y azules.
- Uniforme alternativo:

Varía según los años: normalmente, es totalmente azul en camiseta, pantalón y medias; aunque también ha sido verde, negra, roja, blanca, naranja e incluso verde-amarilla, en honor a los colores del San Sebastián Recreation Club, equipo embrión de la actual Real Sociedad de Fútbol.

### Variaciones por temporadas
| 1909    | 1910    | 1911    | 1913    | 1914    | 1967    | 1987-89 | 2010-11 | 2011-12 | 2012-13 |
| 2013-14 | 2014-15 | 2015-16 | 2016-17 | 2017-18 | 2018-19 | 2019-20 | 2020-21 | 2021-22 | 2022-23 |
| 2023-24 | 2024-25 |         |         |         |         |         |         |         |         |

### Patrocinio
| Período   | Proveedor | Patrocinador  |
| --------- | --------- | ------------- |
| 1981–1987 | Adidas    | Ninguno       |
| 1987–1988 | Adidas    | Niessen       |
| 1988–1990 | Rasán     | Niessen       |
| 1990–1994 | Rasán     | Bankoa        |
| 1994–2003 | Astore    | Krafft        |
| 2003–2007 | Astore    | Fiatc Seguros |
| 2007–2010 | Astore    | Belca         |
| 2010–2011 | Astore    | Guipúzcoa     |
| 2011–2014 | Nike      | Canal+        |
| 2014–2018 | Adidas    | Qbao          |
| 2018–2019 | Adidas    | Euskaltel     |
| 2019      | Macron    | Ninguno       |
| 2019–2020 | Macron    | Goodball      |
| 2020–2021 | Macron    | IQONIQ        |
| 2021–2022 | Macron    | Finetwork     |
| 2022–2023 | Macron    | Ninguno       |
| 2024–     | Macron    | Yasuda Group  |

## Infraestructura

### Estadio
El Estadio de Anoeta fue inaugurado el 13 de agosto de 1993 y se ubica en el barrio de Amara de la ciudad de San Sebastián, Guipúzcoa. Es utilizado principalmente por el primer equipo de la Real Sociedad de Fútbol.
Fue construido originalmente como estadio multiusos e incluía pistas de atletismo. Su capacidad original, en torno a 29 000 espectadores, fue ampliada en 1998 a 32 076 con la construcción de una entreplanta en los fondos sur y norte.
Entre 2017 y 2019 sufrió una remodelación a fondo que incluyó la eliminación de las pistas de atletismo y la ampliación de su aforo hasta cerca de 40 000 espectadores. Durante las dos temporadas que duró el proceso de remodelación la Real Sociedad siguió jugando en su estadio con un aforo temporalmente reducido.
Con motivo de la inauguración del estadio totalmente remodelado la Real Sociedad anunció el cambio del nombre del estadio por motivos de patrocinio. El estadio pasó a llamarse Reale Arena hasta 2025. El patrocinador es la empresa de seguros Reale Seguros, cuya matriz es la aseguradora italiana Reale Mutua Assicurazioni. El cambio de nombre afectó únicamente a los eventos organizados por la Real Sociedad. Para el resto de eventos que pudieran organizarse en el campo (conciertos, partidos de rugby), el estadio siguió llamándose Anoeta.
Para la temporada 2025-2026 el estadio volverá a denominarse Anoeta debido a la decisión de Reale Seguros de no renovar el contrato.

### Antiguos recintos
- Campo de Atocha: Seguramente el más querido por la afición, fue durante 80 años el campo de la Real. Un pequeño campo con mucho sabor inglés, donde se vivieron las mayores gestas del equipo e inaugurado el 5 de octubre de 1913 contra el Athletic Club; el último partido fue el 13 de junio de 1993, contra el Club Deportivo Tenerife, y posteriormente fue demolido.

- Ondarreta: Al lado de la Playa de Ondarreta, fue el primer campo de la Real, en el barrio de El Antiguo. Se inauguró en 1906 por la sección de fútbol del San Sebastián Recreation Club, con instalaciones para varios deportes, como tenis, hípica y fútbol. La Real dejó de utilizarlo en 1913 y fue demolido en 1920.

### Instalaciones deportivas
Instalaciones de Zubieta, ciudad de entrenamiento y sin duda una de las mejores canteras de Europa, dispone de 7 campos, 4 de hierba natural y 3 de hierba artificial, y está situado en el barrio donostiarra de Zubieta, junto al hipódromo.

## Datos del club
Para los detalles estadísticos del club véase Estadísticas de la Real Sociedad de Fútbol

### Denominaciones
A lo largo de su historia, la entidad ha visto como su denominación variaba por diversas circunstancias hasta la actual. A continuación se listan las distintas denominaciones de las que ha dispuesto el club a lo largo de su historia:
- Sociedad de Foot-ball de San Sebastián: (1909-10) Nombre tras su fundación el 7 de septiembre de 1909.
- Real Sociedad de Foot-ball de San Sebastián: (1910-31) Se le añade el título de "Real" otorgado por el monarca Alfonso XIII de España el 11 de febrero de 1910. A partir de ese momento el club pasará a ser conocido popularmente como "Real Sociedad " o "La Real".
- Sociedad de Foot-ball de San Sebastián: (1931-31) En abril de 1931 se proclama la Segunda República Española por lo que todo símbolo o alusión monárquica es prohibida legalmente y debe ser eliminada. El club se ve obligado a retirar la corona de su escudo y recupera oficialmente su nombre original durante unos pocos meses. El torneo de Copa de 1931 es la única competición que el club disputará bajo la denominación de "Sociedad de San Sebastián".
- Donostia Foot-ball Club: (1931-40) Dado que el club siempre había sido conocido popularmente como "La Real" y no como "La Sociedad", el nuevo nombre no acabó de cuajar y en una asamblea de socios celebrada el 30 de junio de 1931, ante la obligación de eliminar el nombre de Real, se decidió cambiar radicalmente el nombre del club que pasó a llamarse Donostia FC, tomando el nombre en lengua vasca de la ciudad de San Sebastián. Este nombre se mantendrá durante casi una década y sobrevivirá a la Guerra Civil.
- Real Sociedad de Foot-ball: (1940-41) Tras el final de la Guerra Civil el nuevo régimen político surgido de la misma, la Dictadura de Francisco Franco, a pesar de no ser una monarquía, permite la restauración de las alusiones monárquicas en los nombres de los clubes deportivos. A mitad de la temporada 1939-40, la directiva del Donostia FC decide recuperar el nombre tradicional del club, que vuelve a llamarse Real Sociedad.
- Real Sociedad de Fútbol: (1941-92) Un decreto del gobierno de Franco obliga a una castellanización de los anglicismos que abundan en los nombres de los equipos de fútbol. Nombres como Sporting o Racing son prohibidos; los Athletic Club son obligados a convertirse en Club Atlético y los Foot-ball Club en Club de Fútbol. En el caso concreto de la Real Sociedad este decreto tiene una afectación menor, ya que solo supone la sustitución del término Foot-ball por Fútbol en su nombre y no afecta directamente al nombre popular del club. Por este hecho y al convertirse "fútbol" en el término común para referirse a este deporte; este cambio se convertirá en permanente y no se revertirá en la década de 1970, cuando este decreto sea derogado.
- Real Sociedad de Fútbol S. A. D.: (1992-Act.) La Ley 10/1990 del Deporte, de 15 de octubre de 1990, obligó a casi todos los clubes profesionales de Primera y Segunda División a convertirse en sociedades anónimas deportivas. Esta transformación se tuvo que realizar antes del 30 de junio de 1992 y de no realizarse hubiera supuesto el descenso automático a 2ªB. La Real Sociedad realizó la conversión en Sociedad anónima deportiva y añadió este acrónimo (S. A. D.) oficialmente a su nombre.

### Palmarés
El palmarés de la Real Sociedad comprende a nivel nacional dos Ligas, tres Copa del Rey, una Supercopa de España y tres campeonatos de Segunda División. A nivel regional, ha logrado cinco Campeonatos de Guipúzcoa y dos Campeonatos Mancomunados.
| Títulos oficiales | Nacionales | Nacionales | Nacionales | Europeos | Europeos | Europeos | Mundiales | Total |   |
| ----------------- | ---------- | ---------- | ---------- | -------- | -------- | -------- | --------- | ----- | - |
| Títulos oficiales | 2          | 3          | 1          | 0        | 0        | 0        | 0         | Total | 6 |

Nota: en negrita competiciones vigentes en la actualidad. Indicado el récord del torneo 
Torneos nacionales (6)
| Competición nacional       | Competición nacional | Títulos                   | Subcampeonatos                    |
| -------------------------- | -------------------- | ------------------------- | --------------------------------- |
| Primera División de España | 2                    | 1981, 1982.               | 1980, 1988, 2003. (3)             |
| Copa del Rey               | 3                    | 1909,1987, 2020.          | 1910, 1913, 1928, 1951, 1988. (5) |
| Supercopa de España        | 1                    | 1982.                     |                                   |
| Segunda División de España | 3                    | 1949, 1967 (Gr. I), 2010. | 1941, 1943. (2)                   |

Nota *: en 1909 la ganó su predecesor, el Club Ciclista de San Sebastián y en 1910 fue subcampeón como Vasconia.
Torneos regionales (7)
| Competición regional    | Competición regional | Títulos                          | Subcampeonatos                                |
| ----------------------- | -------------------- | -------------------------------- | --------------------------------------------- |
| Campeonato de Guipúzcoa | 5                    | 1919, 1922-23, 1925, 1927, 1929. | 1920, 1921, 1922, 1924, 1926, 1928, 1939. (7) |
| Trofeo Mancomunado      | 2                    | 1932, 1933.                      | 1930, 1934. (2)                               |

### Trofeos amistosos
- Torneo Internacional de San Sebastián (1): 1923.
- Trofeo Reino de Navarra (4): 1981, 1994, 2001, 2010.
- Trofeo Villa de Gijón (2): 1969, 2000.
- Trofeo Ciudad de San Sebastián (1): 1967.
- Trofeo Concepción Arenal (1): 1979.
- Trofeo Costa Brava (1): 1980.
- Trofeo Luis Bermejo (Badajoz) (1): 1997.
- Trofeo Teide (1): 2009.
- Trofeo Diputación Foral de Álava (1): 2018.

### Trayectoria
|  | Para más detalles, consultar Trayectoria de la Real Sociedad de Fútbol y Estadísticas de la Real Sociedad de Fútbol |

- Temporadas en 1.ª: 76
- Temporadas en 2.ª: 16
- Temporadas en 2.ªB: 0
- Temporadas en 3.ª: 0
- Pichichis: Paco Bienzobas (1928-29)
- Zamoras: Luis Miguel Arconada (1979-80, 1980-81 y 1981-82)

## Organigrama deportivo

### Jugadores
El guipuzcoano Alberto Górriz —formado en las categorías inferiores del club— es quien más partidos oficiales ha disputado con 599 repartidos en catorce temporadas, siendo también el que más partidos ha disputado del Campeonato Nacional de Liga con 461 —uno por encima de Juan Antonio Larrañaga y a seis de Jesús Mari Zamora—. Es asimismo quien ha disputado más partidos internacionales con 33, dos por encima de Zamora y Luis Miguel Arconada.
Este último, Arconada, es quien más temporadas estuvo en la entidad con dieciséis, que le permitieron disputar un total de 551 encuentros, y fue considerado así como el guardameta más histórico y representativo del club.
Jesús María Satrústegui es con 162 goles el máximo goleador histórico del club donostiarra, 33 por encima de los anotados por su compañero y coetáneo Roberto López Ufarte. Ambos superaron en los años 1980 el registro anterior de Ignacio Alcorta "Cholín" quien con 127 se mantuvo como el referente histórico desde que estableciera su marca en el año 1940.
Entre los jugadores en activo en la actualidad del club, Mikel Oyarzabal es el jugador que más partidos acumula (274 partidos oficiales a 23 de enero de 2022), aunque el que más temporadas lleva en el primer equipo es Asier Illarramendi, con 8 temporadas formando parte de la primera plantilla de la Real.
| Máximos goleadores | Máximos goleadores      | Máximos goleadores | Más partidos disputados | Más partidos disputados | Más partidos disputados | Más temporadas disputadas | Más temporadas disputadas                                                                                            | Más temporadas disputadas |
| ------------------ | ----------------------- | ------------------ | ----------------------- | ----------------------- | ----------------------- | ------------------------- | --- | ------------------------- |
| 1.                 | Jesús María Satrústegui | 167 goles          | 1.                      | Alberto Górriz Bixio    | 600 partidos            | 1.                        | Luis Miguel Arconada                                                                                                 | 16 años                   |
| 2.                 | Roberto López Ufarte    | 129 goles          | 2.                      | Juan Antonio Larrañaga  | 589 partidos            | 2.                        | Dionisio Urreisti / Jesús Mari Zamora / Agustín Gajate / Alberto Górriz Bixio / Juan Antonio Larrañaga / Xabi Prieto | 15 años                   |
| 3.                 | Ignacio Alcorta Cholín  | 127 goles          | 3.                      | Jesús Mari Zamora       | 588 partidos            | 3.                        | Sebastián Ontoria / Ignacio Kortabarria / Mikel Aranburu / Miguel Fuentes / Loren Juarros / Alberto López            | 14 años                   |
| 4.                 | Sebastián Ontoria       | 114 goles          | 4.                      | Luis Miguel Arconada    | 551 partidos            | 4.                        | José Mari Pérez / José Mari Martínez / Jesús María Satrústegui                                                       | 13 años                   |
| 5.                 | Mikel Oyarzabal         | 108 goles          | 5.                      | Xabi Prieto             | 530 partidos            | 5.                        | Roberto López Ufarte / Agustín Aranzabal                                                                             | 12 años                   |
| Ver lista completa | Ver lista completa      | Ver lista completa | Ver lista completa      | Ver lista completa      | Ver lista completa      | Ver lista completa        | Ver lista completa                                                                                                   | Ver lista completa        |

Nota: En negrita los jugadores aún activos en el club.

### Plantilla y cuerpo técnico
- Los jugadores con dorsales superiores al 25 son, a todos los efectos, jugadores del Real Sociedad de Fútbol "B" y como tales, podrán compaginar partidos con el primer y segundo equipo. Como exigen las normas de LaLiga, los jugadores de la primera plantilla deberán llevar los dorsales del 1 al 25. Del 26 en adelante serán jugadores del equipo filial. Los jugadores listados son aquellos que el club ha incluido oficialmente en el listado de dorsales de la primera plantilla, o bien que hayan entrado en alguna convocatoria del primer equipo. Se irán añadiendo jugadores del filial a esta lista a medida que vayan entrando en convocatorias del primer equipo.

- Los equipos españoles están limitados a tener en la plantilla un máximo de tres jugadores sin pasaporte de la Unión Europea. La lista incluye sólo la principal nacionalidad de cada jugador, algunos de los jugadores no europeos tienen doble nacionalidad de algún país de la UE:

#### Altas y bajas 2025-26
- Los precios no se incluye IVA o sumas por objetivos ya que no han sido efectivos.

| Altas            | Altas          | Altas                   | Altas                       | Altas       |
| Jugador          | Posición       | Procedencia             | Tipo                        | Costo       |
| ---------------- | -------------- | ----------------------- | --------------------------- | ----------- |
| Gonçalo Guedes   | Delantero      | Wolverhampton Wanderers | Traspaso                    | 4.000.000 € |
| Duje Ćaleta-Car  | Defensa        | Olympique Lyonnais      | Cesión con opción de compra | 500.000 €   |
| Jon Gorrotxategi | Centrocampista | CD Mirandés             | Regresa tras cesión         |             |
| Jon Magunazelaia | Centrocampista | Córdoba C.F.            | Regresa tras cesión         |             |
| Urko González    | Centrocampista | R.C.D. Espanyol         | Regresa tras cesión         |             |
| Mikel Goti       | Centrocampista | Real Sociedad B         | Promociona del filial       |             |
| Jon Karrikaburu  | Delantero      | Racing de Santander     | Regresa tras cesión         |             |
| Carlos Fernández | Delantero      | Cádiz C. F.             | Regresa tras cesión         |             |
| Sadiq Umar       | Delantero      | Valencia C.F.           | Regresa tras cesión         |             |

| Bajas                | Bajas          | Bajas           | Bajas         | Bajas        |
| Jugador              | Posición       | Destino         | Tipo          | Costo        |
| -------------------- | -------------- | --------------- | ------------- | ------------ |
| Martín Zubimendi     | Centrocampista | Arsenal F.C.    | Traspaso      | 70.000.000 € |
| Jon Ander Olasagasti | Centrocampista | Levante U.D.    | Traspaso      | 500.000 €    |
| Jon Magunazelaia     | Centrocampista | S.D. Eibar      | Libre         |              |
| Nayef Aguerd         | Defensa        | West Ham United | Fin de cesión |              |
| Carlos Fernández     | Delantero      | C. D. Mirandés  | Cesión        |              |

### Directiva
| - 1909 - Adolfo Sáenz Alonso - 1912 - Enrique Pardiñas - 1915 - Antonio Vega de Seoane - 1917 - Xabier Peña - 1918 - Mariano Lacort - 1919 - Camilo Rodríguez - 1921 - José Gaytán de Ayala - 1922 - Ramón Machimbarrena - 1924 - Antonio Vega de Seoane - 1927 - Luis Pradera - 1929 - Vicente Prado - 1930 - Florentino Azqueta - 1932 - Javier Peña - 1935 - José María Gaztaminza - 1937 - Francisco Molíns | - 1942 - Pedro Chillida - 1945 - Felipe de Arteche - 1954 - José María Gaztaminza - 1956 - Emilio de Zulueta - 1960 - Agustín Ciriza - 1962 - Antonio Vega de Seoane y Barroso - 1967 - José Luis Orbegozo Balzola - 1983 - Iñaki Alkiza Laskibar - 1992 - Luis Uranga Otaegui - 2001 - José Luis Astiazarán Iriondo - 2005 - Miguel Fuentes Azpiroz - 2007 - María de la Peña Berraondo - 2007 - Juan Larzábal Castilla - 2008 - Iñaki Badiola Menéndez - 2008 - Jokin Aperribay Bedialauneta |

## Afición

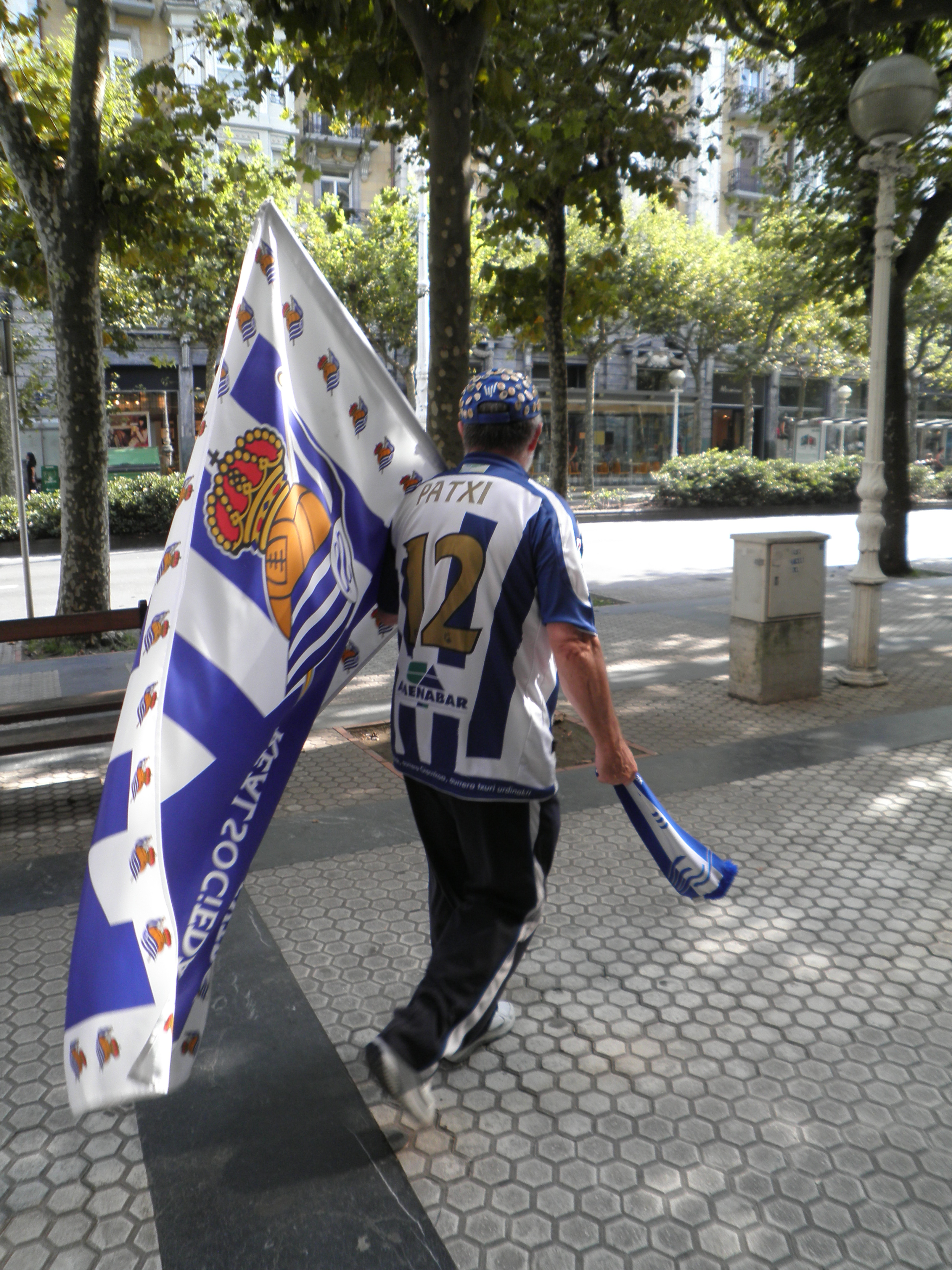
Aficionado de la Real.

Según una encuesta del CIS realizada en 2007, era el 11.º equipo que más aficionados poseía en España. Un 1,3% de la población española sería, según dicha encuesta, seguidora de la Real Sociedad. Otro 1,5% de la población simpatizaría con este equipo, aún sin ser este su primer equipo.
El club cuenta con 37 584 abonados a fecha de 2022, por encima de la media de los equipos de la Primera División; del mismo modo, es uno de los equipos con mayor número de abonados relativos, es decir, comparándolos con el censo demográfico de la ciudad en la que se asienta. Tomando en cuenta la población de la provincia, Guipúzcoa, ostenta una representación por encima del 5% de la población del territorio, lo que convierte al club en un caso único en la Liga   En abril de 2011, el premio "Jugador n.º 12" de la LFP fue otorgado a la Real Sociedad como reconocimiento a su gran afición por su papel en la temporada del ascenso (2010-11).
En septiembre de 2011, existían 115 peñas de aficionados de la Real Sociedad formalmente establecidas y reconocidas por el club en su página web. Su distribución geográfica es la siguiente:
- 20 en la ciudad de San Sebastián.
- 48 en el resto de la Provincia de Guipúzcoa.
- 5 en el resto del País Vasco (3 en Álava y 2 en Vizcaya)
- 5 en Navarra.
- 34 en el resto de España.
- 2 en el País Vasco Francés
- 1 en Estados Unidos

## Otros datos de interés

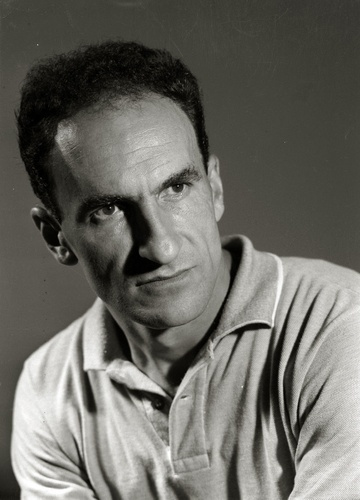
Eduardo Chillida, escultor. Jugó en la Real en los años 1940.

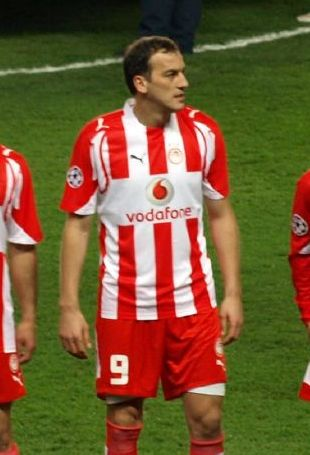
Darko Kovačević es el jugador extranjero con más partidos (284 en dos etapas en el club: en 1996-99 y 2001-07, para 9 temporadas en total) y más goles (107 en todas las competiciones).

- La Real es uno de los nueve equipos españoles que nunca han competido en categoría inferior a la Segunda División.[n. 4] Los otros ocho son también considerados como históricos del fútbol español y todos ellos compiten actualmente en Primera División, salvo el Sporting de Gijón. Tres de ellos han permanecido siempre en Primera: el Real Madrid Club de Fútbol, Fútbol Club Barcelona y Athletic Club; mientras que los otros cinco han permanecido siempre en Primera o en Segunda: Valencia, Atlético de Madrid, Espanyol, Sevilla y Sporting de Gijón.[27]

- Es el sexto equipo que más internacionales ha aportado a la selección de fútbol de España con 19. Le superan Real Madrid, Barcelona, Athletic Club, Atlético de Madrid y Valencia.[cita requerida]

- Posee el honor de haber contado en sus filas con el jugador más veterano que jamás pisó un terreno de juego en la máxima categoría del fútbol español, el entrenador inglés Harry Lowe, quien se vio obligado a jugar de manera excepcional un partido liguero de la temporada 1933-34, cuando contaba con 43 años de edad.[28]

- Un puente de la ciudad de San Sebastián sobre el río Urumea está dedicado al club desde 2010.[29]

- El escultor Eduardo Chillida y el cineasta Elías Querejeta fueron jugadores de la Real Sociedad en su juventud.

- La alineación histórica ideal es: Arconada, Celayeta, Kortabarria, Gorriz, Olaizola, Xabi Alonso, Karpin, Zamora, Nihat, Satrustegi y López Ufarte.[cita requerida]

- Darko Kovačević es el jugador extranjero con más partidos (284 en dos etapas en el club: en 1996-99 y 2001-07, para 9 temporadas en total) y más goles (107 en todas las competiciones).

- Nihat Kahveci y Valeri Karpin son los únicos extranjeros en la alineación ideal histórica del equipo (142 partidos y 58 goles). El resto, salvo Xabi Alonso en sustitución de su padre Periko Alonso, eran los titulares de la Real Sociedad que ganó la Liga en el año 1981.[cita requerida]

- La Real es el equipo que tiene el récord de partidos seguidos con expulsiones en el equipo contrario con ocho. Los últimos años ha sido el equipo con menos tarjetas de toda la liga, gracias a su juego limpio.[cita requerida]

- Dos jugadores formados en la cantera del club han llegado a proclamarse campeones del mundo: Xabi Alonso[30] en 2010 con España y Antoine Griezmann en 2018 con Francia, ambos algunos años después de abandonar la entidad txuri-urdin. El otro jugador realista que se ha proclamado campeón del mundo es David Silva, quien ganó el Mundial 2010 con España y fichó diez años más tarde por la Real, en 2020. También hubo otro exjugador que disputó una final del Mundial, el delantero sueco Agne Simonsson, quien tras perder la final de 1958 —en la que marcó un gol—, jugó la temporada 1961-62 cedido en el club.

- Tres presidentes ejercieron también como alcaldes de la ciudad de San Sebastián: Antonio Vega de Seoane, su hijo Antxon Vega de Seoane e Iñaki Alkiza.

## Categorías inferiores

### Real Sociedad "B"
La Real Sociedad de Fútbol "B", conocido popularmente como el Sanse, es el equipo filial del club. Con orígenes en 1951, fue establecido oficialmente en 1955 con el nombre de Real Sociedad de Fútbol Junior, si bien hubo de cambiar por normativa su nombre al de San Sebastián Club de Fútbol poco tiempo después. En la temporada 2021-22 debutó en la Segunda División con la media de edad más baja de la competición, 20.3 años.[cita requerida]

### Real Sociedad "C"
La Real Sociedad de Fútbol "C" es el segundo equipo filial del club. Fue fundado en 1998 como Club Deportivo Berio Fútbol Taldea. Disputa en el curso 2021-22 el grupo 2 de Segunda RFEF y juega en la categoría desde la temporada 2021/22.

## Otras secciones deportivas
La Real Sociedad es asimismo un club de carácter polideportivo. Al margen de su sección principal de fútbol, el club cuenta con otras cuatro secciones profesionales: atletismo, hockey hierba, pelota vasca y actividades subacuáticas.

### Sección femenina de fútbol
El equipo de fútbol femenino de la Real Sociedad fue creado en el año 2004, y ascendió a la Primera División de España en el año 2005.

## Filmografía
- Documental TVE (05/11/1969), «Históricos del balompié - Real Sociedad» en rtve.es
- Documental TVE (07/05/2013), «Conexión Vintage - 'Real Sociedad bicampeón'» en rtve.es
- Documental TVE (16/04/2015), «Ochéntame otra vez - 'Aquellas ligas inolvidables'» en rtve.es